# Предельно допустимая концентрация
Преде́льно допусти́мая концентра́ция (ПДК) — утверждённый в законодательном порядке санитарно-гигиенический или рыбохозяйственный норматив. Под ПДК понимается такая максимальная концентрация химических элементов и их соединений в окружающей среде, которая при повседневном влиянии в течение длительного времени на организм человека не вызывает патологических изменений или заболеваний, устанавливаемых современными методами исследований, в любые сроки жизни настоящего и последующего поколений.
На состоянии растений и животных могут отражаться концентрации, существенно меньше ПДК. Например, загрязнения воздуха сернистым газом до концентрации в 10 раз меньшей ПДК вызывает хроническое или кратковременное поражение листьев растений, замедление роста, снижение урожайности.

## Концепция ПДК
Время расцвета концепции «предельно-допустимых величин» приходится на середину XX века.
ПДК устанавливались из расчёта, что существует некое предельное значение вредного фактора, ниже которого пребывание в данной зоне (или, например, использование продукта) совершенно безопасно.
Поэтому значения ПДК, устанавливаемые на основании экспериментальных данных о токсичности и иных привходящих обстоятельств, не одинаковы в разных странах и периодически пересматриваются.
Например, в России для свинца и его неорганических соединений ПДК в воде водоёмов хозяйственно-питьевого назначения — 0,1 мг/л, в воздухе производственных помещений — 0,001 мг/м³, в атмосферном воздухе — 0,0003 мг/м³.

### Установление численных значений ПДК
Для установления ПДК используют расчётные методы, результаты биологических экспериментов, а также материалы динамических наблюдений за состоянием здоровья лиц, подвергшихся воздействию вредных веществ. В последнее время широко используются методы компьютерного моделирования, предсказания биологической активности новых веществ, биотестирование на различных объектах. В США для установления ПДКрз для пыли в угольных шахтах использовали анализ многочисленных исследований профзаболеваемости и смертности шахтёров. Рост профзаболеваемости побудил ужесточить значения ПДКрз и контроль за их выполнением.

### Нормы ПДК
Значения ПДК включены в ГОСТы, санитарные нормы и другие нормативные документы, обязательные для исполнения на всей территории государства; их учитывают при проектировании технологических процессов, оборудования, очистных устройств и пр. Санитарно-эпидемиологическая служба в порядке санитарного надзора систематически контролирует соблюдение нормативов ПДК в воде водоёмов хозяйственно-питьевого водопользования, в атмосферном воздухе и в воздухе производственных помещений; контроль за состоянием водоёмов рыбопромыслового назначения осуществляют органы рыбнадзора.

### Подход EPA
Всё более распространённым становится «вероятностный» подход, развиваемый EPA (Управление по охране окружающей среды США) с начала 1980-х годов.
В этой концепции («Оценка риска») учтена возможность совместного действия вредных факторов, причём их весовые коэффициенты могут меняться, в зависимости от симбатности (мера схожести зависимостей в математическом анализе) или аддитивности этих факторов. Могут быть учтены дополнительные параметры — половозрастные или генетические особенности популяции, для которой проводится оценка риска. Такой подход исключает использование жёстко фиксированных ПДК, заменяя их специальными исследованиями оценки риска, более обоснованными и информативными. В предельном случае оценка риска может дать и значения лимитов на концентрации (уровни) вредных факторов, совпадающие с ПДК.

## Использование кларковых концентраций
Величины ПДК установлены далеко не для всех химических элементов. В связи с этим в экологических изысканиях достаточно часто применяют кларки химических элементов как нормирующие значения. При исследовании почв и грунтов концентрации загрязняющих элементов сопоставляются со средними содержаниями (кларками) в земной коре. Для оценки экологического состояния городских почв в качестве стандартов, относительно которых рассчитывается превышение, могут быть использованы кларки почв селитебных ландшафтов.

## Виды ПДК
Уровни ПДК одного и того же вещества различны для разных объектов внешней среды.

### В России
- Для воздушной среды
  - Для атмосферного воздуха населённых мест и закрытых помещений СанПиН 2.1.6.1032-01 Архивная копия от 26 декабря 2012 на Wayback Machine
    - ПДКсс — среднесуточное[5],
    - ПДКмр — максимально разовое.

  - Для воздуха рабочей зоны ГОСТ 12.1.005-88 Архивная копия от 29 октября 2012 на Wayback Machine
    - ПДКмр.рз — максимальное разовое в рабочей зоне,
    - ПДКсс.рз — среднесменная в рабочей зоне.
- Для водной среды
  - ПДКв1 — водных объектов 1-й категории водопользования,
  - ПДКв2 — водных объектов 2-й категории водопользования,
  - ПДКрыбхоз — для водоёмов рыбохозяйственного назначения (см. нормативы 2010 года Архивная копия от 24 сентября 2015 на Wayback Machine — утратил силу на основании Приказа Федерального агентства по рыболовству от 22 декабря 2016 года № 857).
    - Классы загрязнённости воды определяются исходя из частоты и кратности превышения ПДК по набору показателей
- Для почвы
  - ПДКп.
- Для продуктов питания
  - ПДКпп.

Максимально разовое значение ПДК устанавливается для предотвращения рефлекторных реакций человека и острых отравлений при кратковременном действии примесей.
Среднесуточное значение ПДК (ПДКсс) устанавливается в мг/м³ для предупреждения общетоксического, канцерогенного, мутагенного и сенсибилизирующего действия вещества на организм человека и учитывает возможность накопления в организме и развитие хронической интоксикации. Эта концентрация не должна оказывать прямого или косвенного вредного воздействия на организм человека в условиях неопределённо долгого круглосуточного вдыхания. Значения ПДКсс веществ в атмосферном воздухе санитарно-курортной зоны принимается численно на 25 % меньше, чем для обычных населённых мест.